# フリッツ・ヴンダーリヒ

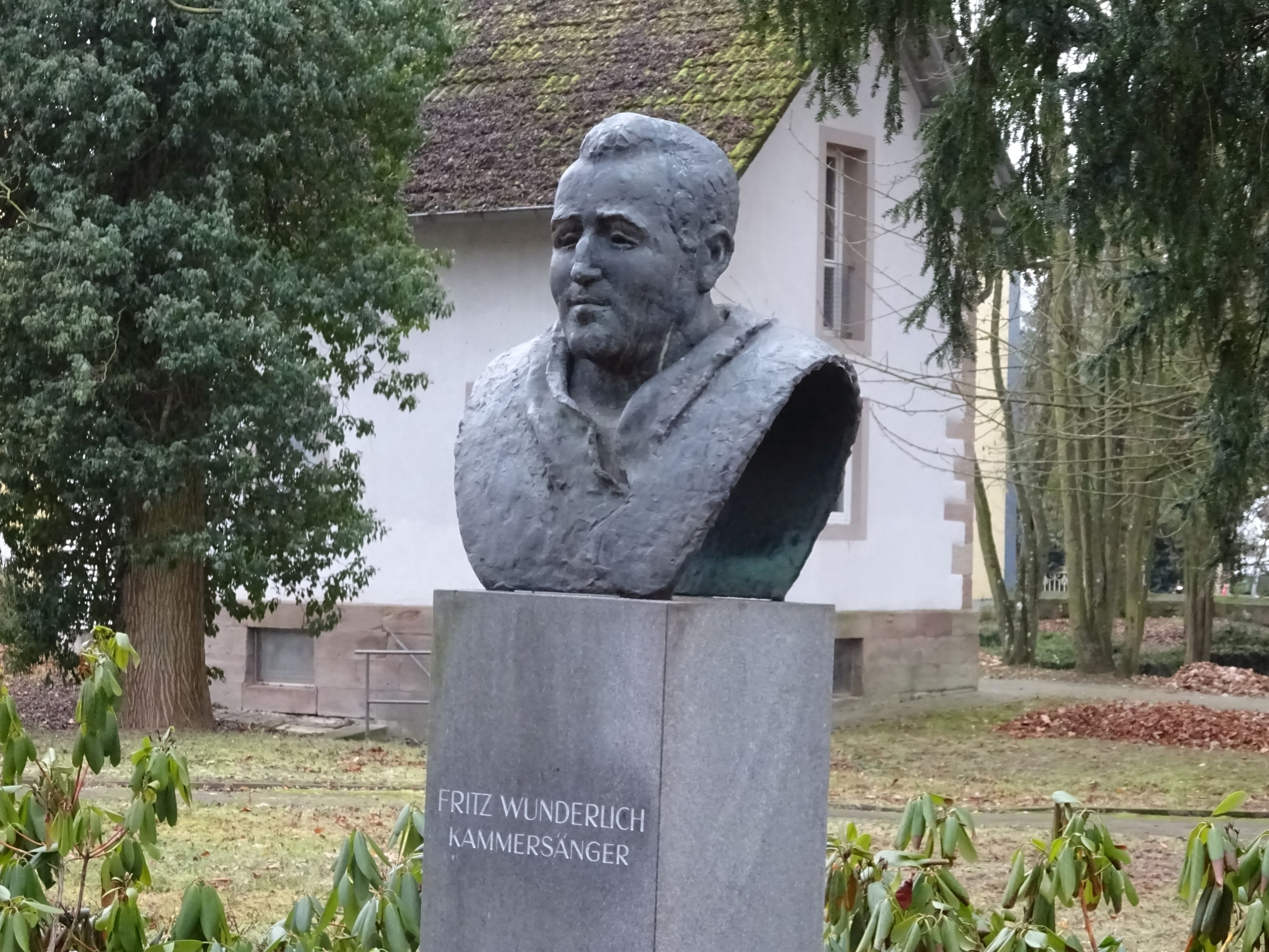
クーゼル市立公園にあるヴンダーリヒの胸像

フリッツ・ヴンダーリヒ（Fritz Wunderlich, 1930年9月26日 - 1966年9月17日）は、ドイツ（西ドイツ）のテノール歌手。日本語ではヴンダーリッヒ、ヴンダリヒ、ブンダーリッヒなどの表記も行われる。

## 生涯
現在のラインラント＝プファルツ州クーゼルにフリードリヒ・カール・オットー・ヴンダーリヒ（Friedrich Karl Otto Wunderlich）として生まれる。父パウルはテューリンゲン出身でチェロ奏者、カペルマイスター、合唱指揮者として活動した人物で、母アンナはエルツ山地出身のヴァイオリニストであった。クーゼルで少しの間 "Emrichs Bräustübl" という食堂を経営した後、父パウルは音楽活動を再開したが、地元のナチスによって地位を奪われた上、戦争で重傷を負い、絶望してフリッツが5歳の時に自殺した。その後の家族の暮らしは厳しかった。アンナは音楽教師をし、フリッツは幼い頃から各種楽器を習得し、母や姉妹と合奏を楽しんだ。後には、音楽の勉強の学費のためにダンス音楽の演奏などもした。
フリッツは若い頃よりさまざまな集まりで娯楽音楽を演奏し、カイザースラウテルンで声楽の手ほどきを受けた。伝えられるところでは若い頃のフリッツはパン屋で働いており、彼の天性の美声と音楽的素質を見た近所の人々や通りすがりの人々の繰り返しの勧めで声楽の勉強を始めたという。この話の真偽はさておいても、フリッツはその後奨学金を得て1950年から55年にかけて、フライブルク音楽大学にて始めにホルンを、後に声楽を学んだ。
公式的なオペラデビューは1954年、フライブルク音楽大学の公演におけるモーツァルト『魔笛』のタミーノ役であった。そして1955年には早くもシュトゥットガルト州立歌劇場と契約を交わした。そして、急病のヨーゼフ・トラクセルの代役として、またもタミーノ役でデビューを果たし、一晩にしてスターとなった。この代役は本来ならばヴォルフガング・ヴィントガッセンが務めるところを、新人のヴンダーリヒのために譲ったものであった。
1956年にハープ奏者のエヴァ・ユングニッチュ（Eva Jungnitsch）と結婚し、2人の間にはコンスタンツェ、ヴォルフガング、バルバラの3人の子がそれぞれ1957年、1959年、1964年に生まれた。一家ははじめシュトゥットガルトで、後にミュンヘンで暮らした。
1959年からはミュンヘンのバイエルン州立歌劇場にて最初は客演、翌1960年からは座付き歌手として契約を交わす。また1962年からはウィーン国立歌劇場と客演契約を交わし、翌1963年からは座付き歌手として死ぬまで在籍した。その他、1959年以降ザルツブルク音楽祭に定期的に出演し、ベルリン、エクス＝アン＝プロヴァンス、ヴェネツィア、ブエノスアイレス、ロンドン、エディンバラ、ミラノなどに客演した。バリトンのヘルマン・プライと親しく、共演も多かった。
ヴンダーリヒのキャリアはその頂点で絶たれた。1966年、ニューヨークのメトロポリタン歌劇場デビューを数日後に控え、自身の36歳の誕生日を目前にした9月16日、マウルブロン郊外のオーバーデアディンゲン（Oberderdingen）にある友人の別荘の階段から転落して頭蓋骨を骨折し、翌日ハイデルベルクの大学病院にて没した。シューベルト『美しき水車小屋の娘』のスタジオ録音を終え、レコード発売を前にしての悲劇だった。結果的にこれが遺作となり、三大歌曲集の残り二つ『冬の旅』および『白鳥の歌』の全曲は、一部曲を除いて永久に録音されなかった。遺体はミュンヘンの森林墓地に埋葬されている（墓地番号 212-W-18）。

## 歌手としての重要性
ヴンダーリヒは2オクターヴを超える輝くような澄んだ声で知られ、また当初より自然でわざとらしさのない演技、かつ高い技術を決して失わない歌い方で知られた。並外れた音楽家としての集中力と才能を持ち、それを役に投じることができた。今日に至るまで20世紀最大のテノール・リリコではないかと目され、少なくともドイツの歌手史上最も重要な歌手の一人と見なされている。ルチアーノ・パヴァロッティは1990年にインタビューで、歴史上もっとも傑出したテナーはと聞かれ「フリッツ・ヴンダーリヒ」と答えている。
当たり役にはモーツァルト『魔笛』のタミーノ、『後宮からの誘拐』のベルモンテ、ロッシーニ『セビリアの理髪師』のアルマヴィーヴァ、リヒャルト・シュトラウス『無口な女』のヘンリーなどがある。特に当代最高のモーツァルト歌いとしてその水準を高め、その業績は現在でも評価されている。またシュトゥットガルトやシュヴェツィンゲン音楽祭では新作オペラの初演にもたっている（ヴェルナー・エックの『検察官』など）。特筆すべきはハンス・プフィッツナーの歌劇『パレストリーナ』の卓越した解釈である。またオペラの他にも、オラトリオ、オペレッタ（一部はフランツ・マルスザレク指揮）、歌曲から娯楽音楽まで、そのレパートリーは幅広かった。フーベルト・ギーゼンと組んだフランツ・シューベルト（『美しき水車小屋の娘』など）やロベルト・シューマン（『詩人の恋』など）といった、ドイツ歌曲の演奏は、今日でも愛好者が多い。宗教曲としてカール・リヒター指揮のバッハ「クリスマス・オラトリオ」、歌つき交響曲としてオットー・クレンペラー指揮のマーラー『大地の歌』など。その演奏は多くの放送番組（特に南西放送（SWF）、西ドイツ放送（WDR）、南ドイツ放送（SDR）、バイエルン放送（BR））や録音に記録されており、没後も繰り返し再版を重ねている。なお、ヴンダーリヒが活躍した時代のドイツでは、オペラは原語ではなく現地語で上演することが一般的であったため、ヴンダーリヒのオペラ作品の録音も、ヴェルディの『リゴレット』や『ドン・カルロ』などはじめ、大半がドイツ語で歌われている。